# Megasthenes
Megasthenes (Oudgrieks: Μεγασθένης) (ca. 350 – 290 v. Chr.) was een Griekse reiziger die door Seleucus tussen 302 en 291 v.Chr. meerdere malen als diplomaat naar het hof van Chandragupta Maurya werd gezonden.
Op basis van zijn waarnemingen en wat hem werd verteld, schreef hij een boek over India, Indica. Het boek zelf is niet bewaard gebleven, maar sommige delen van de inhoud zijn bekend doordat de tekst gebruikt is door latere schrijvers als Diodorus Siculus, Arrianus en Strabo. Megasthenes was voor zover bekend de eerste Europeaan die melding maakte van het eiland Taprobane (Ceylon).